# Pedro Javier Acosta
Pedro Javier Acosta   (Caracas, 28 de novembre de 1959) és un exfutbolista veneçolà de la dècada de 1980.
Fou 34 cops internacional amb la selecció de Veneçuela.
Pel que fa a clubs, fou jugador, entre d'altres, de Deportivo Galicia, C.S. Marítimo de Venezuela i Caracas FC